# ATP Challenger Taipeh-3
Das ATP Challenger Taipeh-3 (offizieller Name: Taipei OEC Open) ist ein Tennisturnier in Taipeh, Taiwan, das seit 2024 ausgetragen wird. Es ist Teil der ATP Challenger Tour und wird in der Halle auf Hartplatz ausgetragen.

## Liste der Sieger

### Einzel
| Jahr | Sieger      | Finalgegner | Ergebnis |
| ---- | ----------- | ----------- | -------- |
| 2024 | Taro Daniel | Adam Walton | 6:4, 7:5 |

### Doppel
| Jahr | Sieger                        | Finalgegner              | Ergebnis |
| ---- | ----------------------------- | ------------------------ | -------- |
| 2024 | David Stevenson Marcus Willis | Nam Ji-sung Joshua Paris | 6:3, 6:3 |